# جبن نباتي
جبن نباتي (بالإنجليزية: Vegan cheese) هو بديل الجبن المصنوع من الحليب الحيواني. تتنوع أصنافه بين الأجبان الطازجة الطرية، والصلبة المُعتقة والمُخمرة. السمة الرئيسية لهذه الأجبان هي استبعاد جميع المنتجات الحيوانية.

## الإنتاج

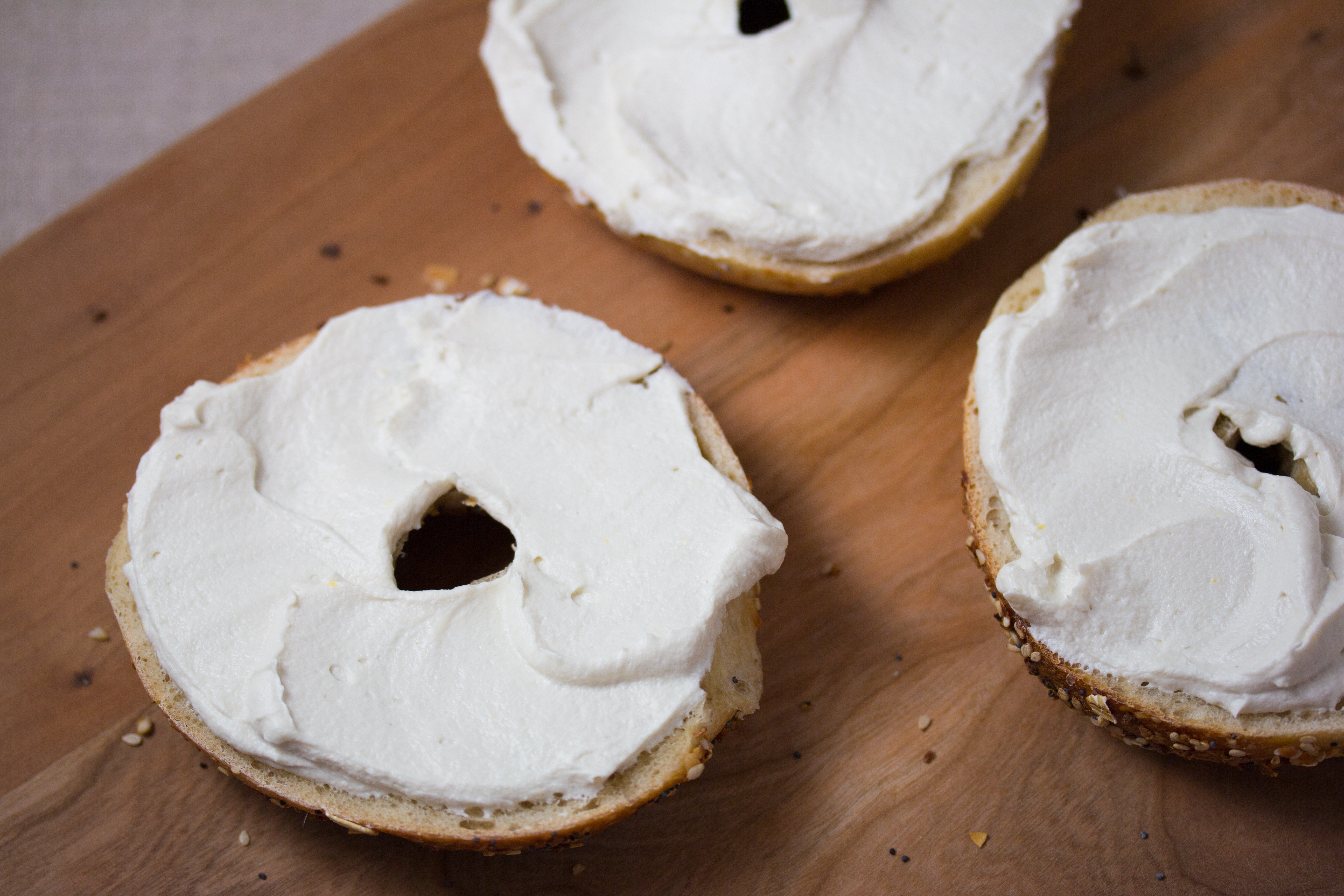
جبنة كريمة الكاجو النباتية.

يُمكن صنع الجبن النباتي من مكونات مشتقة من النباتات، مثل البروتينات والدهون وحليب النبات. كما يمكن تصنيعه من البذور مثل السمسم ودوار الشمس، أو المكسرات مثل الكاجو، والصنوبر، والفول السوداني، واللوز وفول الصويا. تشمل المكونات الأخرى زيت جوز الهند، وخميرة التغذية، والتبيوكة، والأرز، والبطاطا والتوابل.

## التاريخ

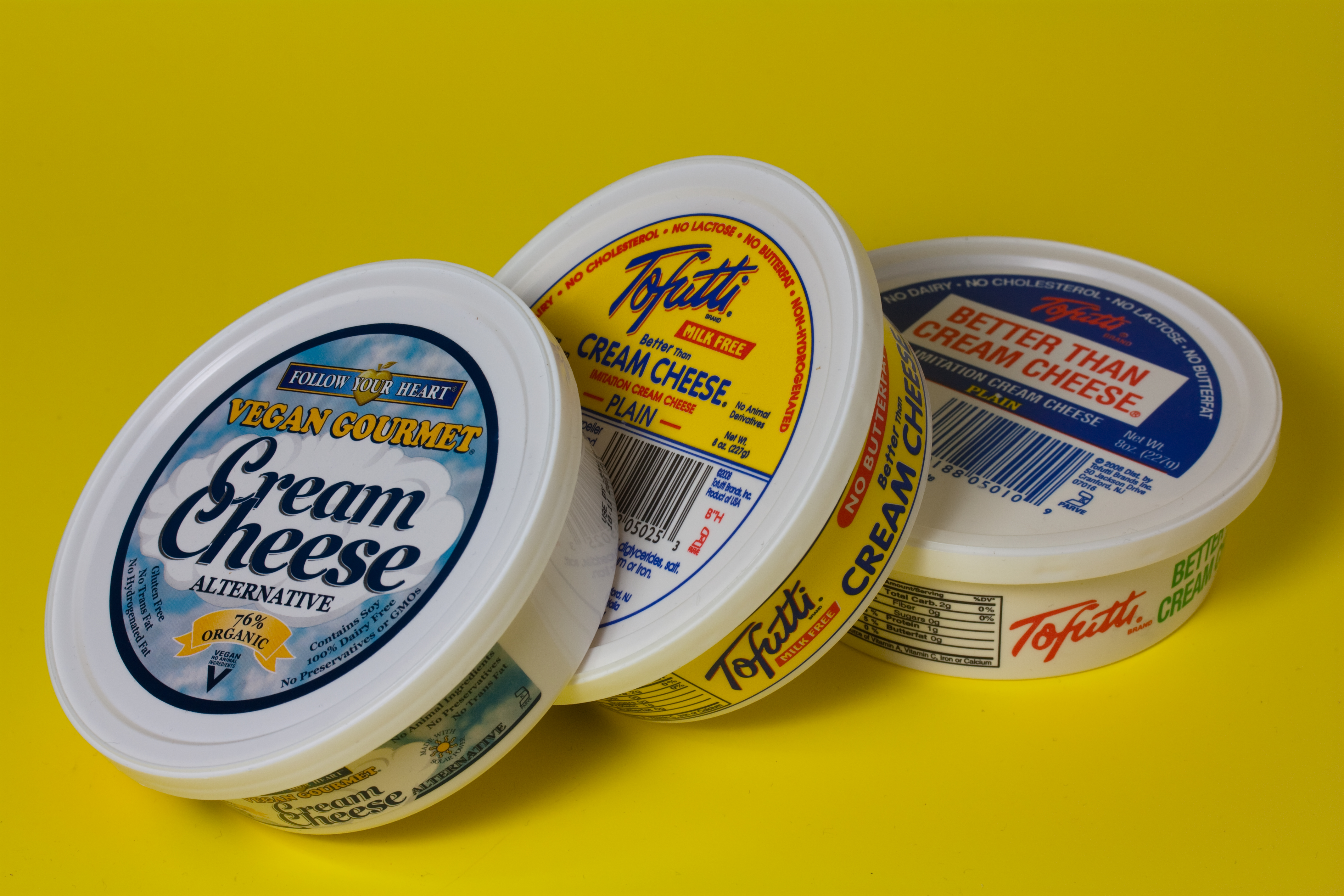
مٌنتج جبنة كريمية نباتية، جاهز للبيع في الأسواق.

وُثق التوفو المخمر في الصين منذ أواخر القرن السادس عشر. يُستخدم هذا المنتج كإضافة جانبية تُقدم مع الأرز أو العصيدة. وكررت المصادر الغربية من القرن التاسع عشر إلى القرن الحادي والعشرين مقارنة الفورو بالجبن، ووصفته بـأنه "جبن نباتي خالي من الألبان".
صُنعت أجبان نباتية منزلية من دقيق الصويا، والسمن النباتي ومستخلص الخميرة. يُمكن إنتاج جبن نباتي صلب يمكن تقطيعه باستخدام السمن النباتي الأكثر صلابة، في حين أن السمن النباتي الأكثر ليونة يُنتج جبنًا طريًا قابلًا للدهن.
بدأ الجُبن النباتي بالظهور تجاريًا في سبعينيات أو ثمانينيات القرن الماضي. كان في بداية الأمر أقل جودة مقارنة بالجبن الحيواني أو الجبن النباتي الحديث، حيثُ كان يتميز بقوام شمعي أو طباشيري أو يشبه البلاستيك.
في أوائل التسعينيات، كانت العلامة التجارية الوحيدة للجبن النباتي المتاحة في الولايات المتحدة هي سويماج (بالإنجليزية: Soymage). منذ ذلك الحين، تنوعت أعداد وأنواع الأجبان النباتية المتوفرة على نطاق واسع مثل الموتزاريلا والتشيدر. وكان سعر الجبن النباتي ضعف سعر الجبن الحيواني.
مُنذ عام 2018 إلى 2020، أُسست عدة شركات جديدة لصناعة الجبن الخالي من المنتجات الحيوانية. يستخدم بعضها خميرة معدلة وراثيًا للحصول على بروتينات حليب الأبقار دون الحاجة إلى الأبقار.